# Ema Miřiovská
Ema Miřiovská křtěná Manuela Marie (23. března 1891 Hradec Králové – 9. prosince 1974 Praha) byla česká operní pěvkyně.

## Životopis
Narodila se v rodině Emanuela Miřiovského, profesora c. k. ústavu ku vzdělání učitelů, a Anastazie Klaubaufové-Mauralové.
V letech 1909–1912 studovala v Praze u soukromé hudební konzervatoře klavír, v Pivodově pěvecké škole zpěv a u Emy Destinové se ve zpěvu zdokonalovala.
V Praze hrála v Národním divadle (ND) a ve Stavovském divadle (SD). Angažmá v ND měla v letech 1913–1939. Hostovala v mimopražských divadlech – ve Slovenském národním divadle v Bratislavě (1924), ve Státním divadle Brno (1925), ve Východočeském divadle v Pardubicích (1928), Státním divadle Ostrava (1933). Spolupracovala i s ochotnickým hudebním divadlem (Kralupy 1916).
Po odchodu z ND vystupovala na koncertech a v Českém rozhlase. Pohřbena je na Olšanských hřbitovech. Bydlela na adrese Řipská 27 Praha XII.

## Dílo[3]

### Operní role
- Lidunka – V studni: ND, sezona 1895–1896, 1924–1925, 1934–1935
- Micaela, Frasquita – Carmen: ND/SD, 1900–1901, 1926–1927
- Žofie – Werther: ND/SD, 1902–1903, 1926–1927
- Hedvika, Katuška – Čertova stěna: ND, 1903–1904, 1916–1917, 1923–1924
- Lidka – Dvě vdovy: ND/SD, 1908–1909, 1914–1915, 1923–1924
- Barče – Hubička: ND, 1908–1909, 1922–1923
- Mařenka, Esmeralda – Prodaná nevěsta: ND, 1908–1909, 1922–1923, 1933–1934
- Jitka – Dalibor: ND, 1909–1910, 1923–1924
- Inez – Afričanka: ND, 1910–1911
- Aninka – Čarostřelec: ND, 1910–1911, 1914–1915, 1925–1926
- Dorla – Psohlavci: ND, 1910–1911, 1937–1938
- Sněhurka – Sněguročka: ND, 1911–1912
- Gemmy – Vilém Tell: ND, 1911–1912
- Kuchtík, Lesní žínka – Rusalka: ND, 1911–1912, 1914–1915, 1924–1925, 1935–1936
- Eros – Orfeus a Eurydika: ND, 1911–1912, 1918–1819
- Vigelis – Ohně zmar: ND, 1912–1913
- Mladý pastýř – Tannhäuser a zápas pěvců na Wartburce: ND, 1912–1913
- Chloe – Piková dáma: ND, 1912–1913, 1916–1917, 1932–1933
- Marcelina – Fidelio: ND, 1912–1913, 1917–1918, 1921–1922
- Zerlina – Don Juan: ND, 1912–1913, 1919–1920
- Blažena – Tajemství: ND, 1912–1913, 1919–1920, 1921–1922
- První duch – Bouře: ND, 1912–1913, 1920–1921
- Astarta – Kouzelná flétna: ND/SD, 1912–1913, 1920–1921, 1931–1932
- Oscar – Maškarní ples: ND, 1912–1913, 1932–1933
- První kněžka – Aida: ND, 1912–1913, 1933–1934
- Dcera snů (Víla a siréna) – Julien: ND, 1913–1914
- Lucinda – Láska lékařem: ND, 1913–1914
- Panoš, Kouzelná děva Klingsorova – Parsifal: ND, 1913–1914
- Anička – Perníková chaloupka: ND, 1913–1914
- Žofie – Růžový kavalír: ND, 1913–1914
- Haralda – Ughlu: ND, 1913–1914
- Bětuška – Šelma sedlák: ND/SD, 1913–1914, 1917–1918, 1919–1920, 1927–1928
- Učednice – Louisa: ND, 1913–1914, 1917–1918, 1919–1920, 1932–1933
- Musette – Bohema: ND/SD, 1913–1914, 1920–1921, 1931–1932
- Anna, Liduška – Král a uhlíř: ND, 1914–1915
- Woglinda – Zlato Rýna: ND, 1914–1915
- První žnec – Libuše: ND, 1914–1915, 1919–1920, 1923–1924
- Olympia – Hoffmannovy povídky: ND, 1914–1915, 1921–1922, 1930–1931
- Pousette – Manon: ND/SD, 1914–1915, 1922–1923
- Rosina – Lazebník sevillský: ND, 1914–1915, 1922–1923, 1930–1931, 1935–1936
- Ortlinda – Valkýra: ND, 1915–1916
- Louisa – Zkouška na operu: ND, 1915–1916
- Petr – Zvíkovský rarášek: ND, 1915–1916
- Barena – Její pastorkyňa: ND, 1915–1916, 1925–1926
- Marie – Blíženci: ND, 1916–1917
- Urbain – Hugenoti: ND, 1916–1917
- Filina – Mignon: ND, 1916–1917
- Komtesa Hortensie – Na starém bělidle: ND, 1916–1917
- Anna – Veselé ženy Windsorské: ND, 1916–1917
- Libina, Mlada – Šárka: ND, 1916–1917, 1925–1926
- Annina – Hipolyta: ND, 1917–1918
- Feodor – Boris Godunov: ND, 1918–1919
- Blažena – Nepřemožení: ND, 1918–1919
- Siebl, Markétka – Faust a Markétka: ND, 1918–1919, 1929–1930, 1938–1939
- Málinka, Etherea, Kunka – Výlety páně Broučkovy: ND, 1919–1920
- Hlas za scénou – Simson: ND, 1920–1921
- Zerlina – Fra Diavolo: ND/SD, 1920–1921, 1926–1927
- Zuzana – Figarova svatba: ND, 1920–1921, 1931–1932
- Gilda – Rigoletto: ND, 1921–1922
- Princezna Eudoxie – Židovka: SD, 1921–1922
- Hanička – Lucerna: ND, 1922–1923
- Konstance – Únos ze serailu: SD, 1922–1923
- Jenny – Bílá paní: SD, 1923–1924
- Ludiše – Braniboři v Čechách: ND, 1923–1924
- Henrietta – Zedník a zámečník: SD, 1923–1924
- Marie – Car a tesař: ND, 1924–1925
- Despina – Cosi fan tutte (Tak to dělají všechny): SD, 1924–1925
- Lišák – Příhody Lišky Bystroušky: ND, 1924–1925
- Eva – Mistři pěvci norimberští: ND, 1925–1926
- Malka – U Božích muk: SD, 1925–1926
- Silvana – Dědův odkaz: ND, 1926–1927
- Violetta Valery – Violetta: SD, 1926–1927
- Bertalda – Undina: SD, 1927–1928
- Kristina – Věc Makropulos: ND, 1927–1928
- Lenka – Tvrdé palice: ND, 1928–1929
- Maleine, Paní de Latour – Postilion z Lonjumeau: SD, 1929–1930
- Kartářka – Beatrys: ND, 1930–1931
- Despina – Ženy jsou ženy: SD, 1930–1931
- Clorinda – Popelka (Popelka Angelina): ND, 1931–1932
- Dozorkyně – Elektra: ND, 1932–1933
- Vrchní sestra v sanatoriu – Smrt kmotřička: ND, 1932–1933
- Kuchařice – Car Saltan: ND, 1934–1935
- Žena Ivanova – Honzovo království: ND, 1934–1935
- První kmotra – Angelika: ND, 1936–1937
- Obchodnice s ptáky – Julietta (Snář): ND, 1937–1938
- Sirin – O neviditelném městě Kitěži: ND, 1937–1938
- Kapřice – Vodník: ND, 1937–1938

### Jiné role
- Elfa – Sen noci svatojanské: ND, činohra, 1912–1913
- Hazuka – Strakonický dudák: ND, činohra, 1912–1913
- Evička – Betlém: ND, činohra, 1915–1916
- Na skon slavíkův, Kanon pro tři soprány, Mlle. Uhlichová – Mozartův večer: ND, ostatní, 1915–1916
- Stabat Mater: ND, zpěv, 1915–1916
- Sasanka – Krakonoš: ND, činohra, 1916–1917
- Lotty – České vlastenské divadlo: ND, ostatní, 1917–1918
- Matiné Klubu sólistů ND: SD, zpěv, 1920–1921
- Adéla – Netopýr: SD, ostatní, 1928–1929
- Hortense – Ples v opeře: SD, ostatní, 1929–1930
- Panna Zvonečková – Mozart ve Stavovském divadle: SD, ostatní, 1936–1937
- Kos – Modrý květ: ND, balet, 1937–1938
- Koncertně-divadelní večer Klubu sólistů ND v Praze: SD, zpěv, 1938–1939